# Jeremiah Smith
Pour les articles homonymes, voir Smith.
Jeremiah Smith (29 novembre 1759 - 21 septembre 1842) était un avocat, un juriste et un politicien américain d'Exeter, dans l'État de New Hampshire.

## Biographie
Né à Peterborough dans la province du New Hampshire, Smith étudie à l'université Harvard avant d'obtenir son diplôme à Queens College au New Jersey (aujourd'hui université Rutgers) en 1780. Il sert dans l'armée continentale, est membre de la Chambre des représentants du New Hampshire en 1798 et 1799 et de la Chambre des représentants des États-Unis de 1791 à 1797. 
Le 18 février 1801, Smith a été nommé par le président John Adams en tant que juge fédéral, confirmé par le Sénat des États-Unis le 20 février 1801. Il est ensuite devenu juge en chef de la Cour suprême du New Hampshire de 1802 à 1809.
Smith a été élu gouverneur du New Hampshire en 1809, battant le gouverneur sortant John Langdon par seulement 319 voix. Cependant, Langdon a vaincu Smith dans l'élection suivante en 1810. Smith est revenu à la pratique privée du droit de 1810 jusqu'à 1813, date à laquelle il redevenu juge en chef de la Cour suprême judiciaire du New Hampshire, cette fois jusqu'en 1816. Il a été élu un membre de l'American Antiquarian Society en 1814.
Smith est mort en 1842 à Dover, dans le New Hampshire.

## Source
- (en) Cet article est partiellement ou en totalité issu de l’article de Wikipédia en anglais intitulé « Jeremiah Smith (lawyer) » (voir la liste des auteurs).